# Guimps
Guimps ist eine französische Gemeinde mit 495 Einwohnern (Stand: 1. Januar 2022) im Département Charente. Sie gehört zum Arrondissement Cognac und zum Kanton Charente-Sud. 

## Geographie
Guimps liegt am Fluss Tréfle, etwa 24 Kilometer südsüdöstlich von Cognac. Die Nachbargemeinden sind Saint-Eugène im Nordwesten und Norden, Barret im Nordosten und Osten, Montmérac im Osten und Süden, Saint-Ciers-Champagne im Südwesten sowie Brie-sous-Archiac im Westen.

## Bevölkerungsentwicklung
| Jahr      | 1962 | 1968 | 1975 | 1982 | 1990 | 1999 | 2006 | 2019 |
| --------- | ---- | ---- | ---- | ---- | ---- | ---- | ---- | ---- |
| Einwohner | 580  | 603  | 546  | 478  | 508  | 495  | 504  | 482  |

## Sehenswürdigkeiten
- Kirche Saint-Pierre aus dem 12. Jahrhundert, Monument historique
- Schloss

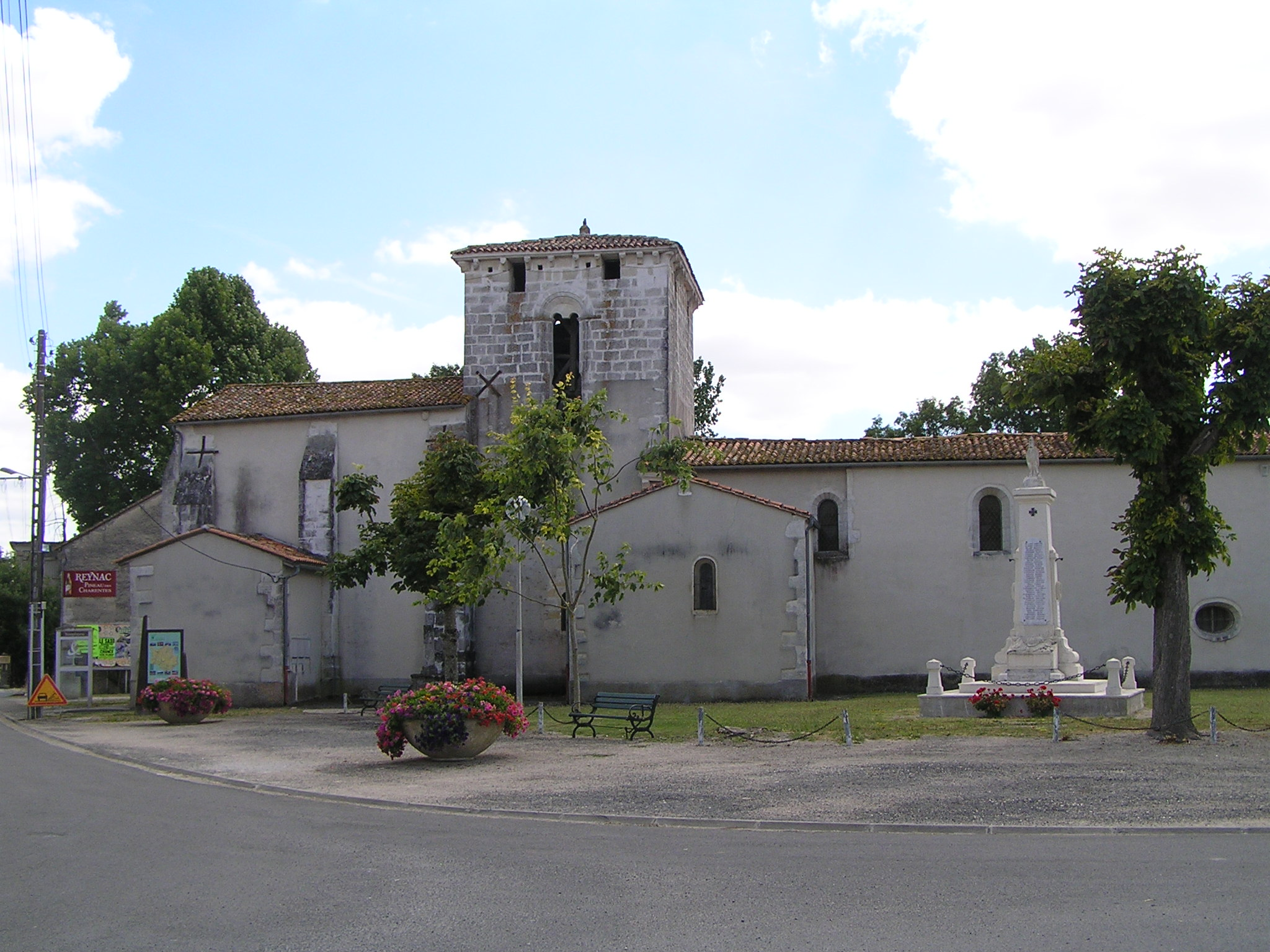
Kirche Saint-Pierre
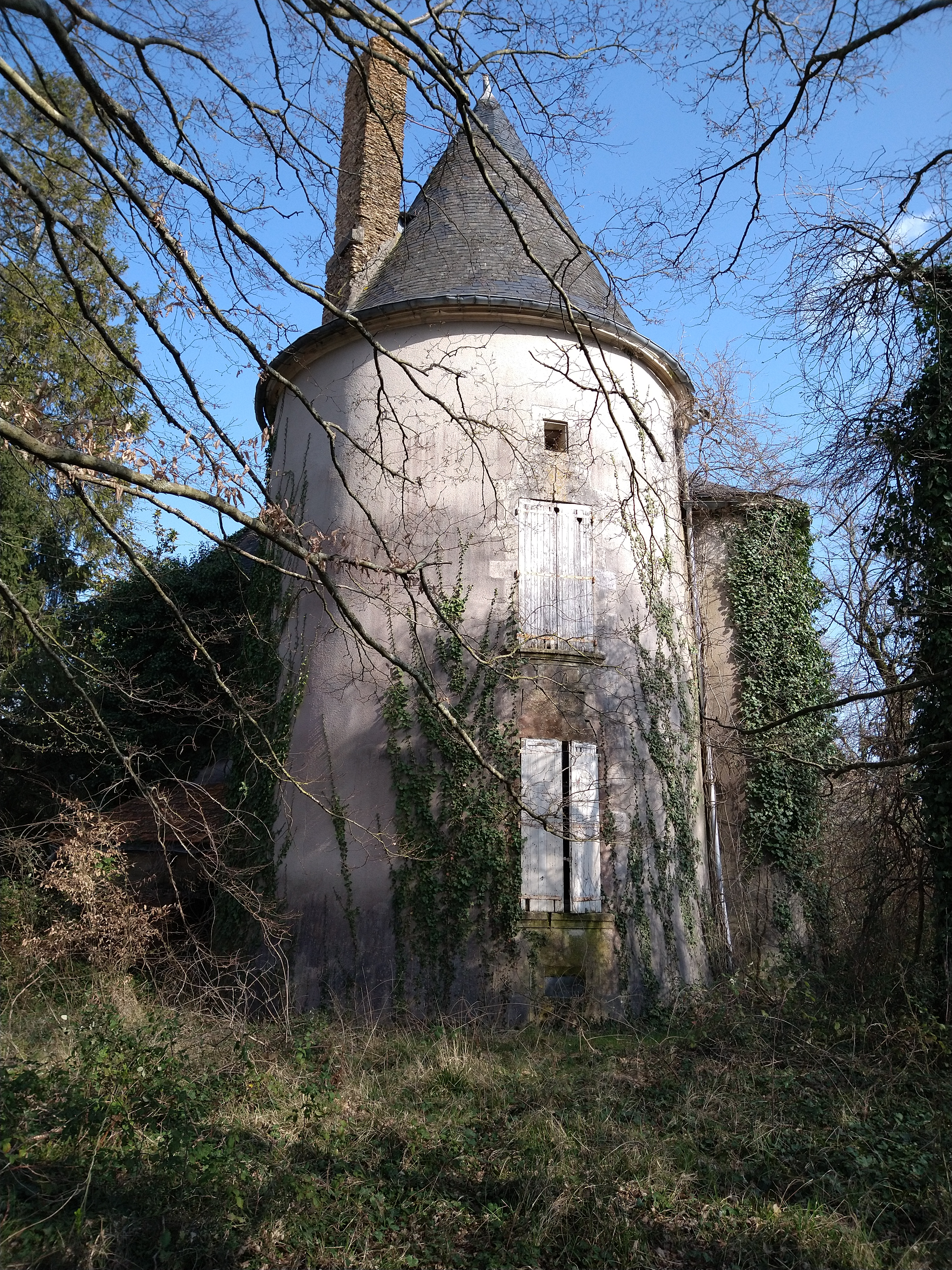
Schlossturm